# Breda Dardo
Il sistema d'arma a corto raggio Dardo per la difesa aerea ravvicinata, è un dispositivo realizzato dalla italiana Otobreda basato su un criterio differente da quello del Vulcan Phalanx rispetto al quale è entrato in servizio poco tempo dopo. 

## Dardo 40mm
Il suo principio di funzionamento è stato basato su un concetto diverso da quello dei cannoni Gatling ad altissima cadenza di tiro.
Il Vulcan Phalanx di poco precedente ha una struttura che lo fa assimilare più al cannone da 20 mm Oerlikon della seconda guerra mondiale, quindi un'arma leggera, ad alta cadenza di tiro ma con piccolo calibro, e quindi con una gittata e un peso dei proiettili ridotta.

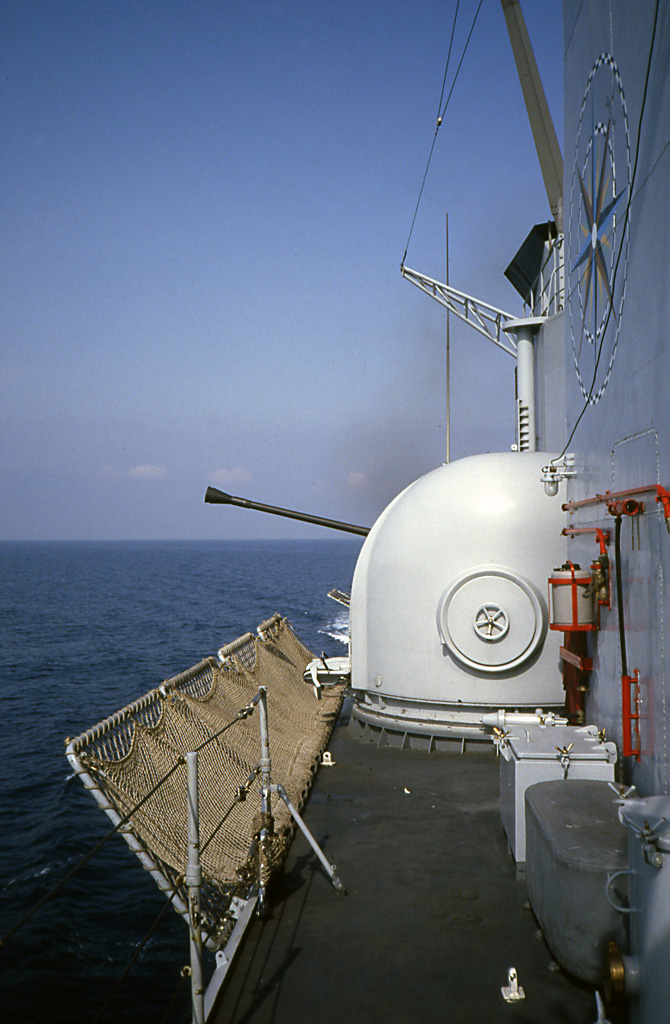
La torretta di destra del sistema DARDO a bordo del Grecale (F 571), nel 1985

L'altra arma fondamentale delle difese antiaeree che oggi si potrebbero definire "sistema d'arma a corto raggio" era il cannone Bofors da 40mm, e si può ben dire che il Dardo ne sia l'estremo discendente, sia del concetto che dell'arma stessa, in quanto si tratta, fondamentalmente, di due cannoni Bofors L70 del tipo più recente, con una cadenza di tiro aumentata a 300 colpi al minuto invece che circa 120, e con una canna da 70 calibri che consente una gittata utile massima contraerea di 4000m contro i 3000 del tipo precedente L60, in uso durante la seconda guerra mondiale. Di conseguenza un impianto binato moderno di questi cannoni pur pesando poco più di quello di uno binato L60, ha l'efficacia superiore a quella di un impianto quadruplo della Seconda guerra mondiale. La velocità iniziale, nonostante il peso leggermente maggiore è di circa 1000m/s contro gli 850 delle armi degli anni trenta. Ma non è solo questa la differenza, perché le munizioni sono ancora più perfezionate, come anche i direttori di tiro radar automatici.

cannone del sistema Dardo della portaeromobili Garibaldi

La dotazione di munizioni comprende infatti nuovi proiettili dotati di spolette di prossimità a differenza di quelle del periodo bellico che non le avevano (durante il conflitto il minimo calibro era il 76mm per le spolette di questo tipo). La loro efficacia è relativa non alla prima generazione postbellica, ma alla seconda generazione degli anni '70 e ha un raggio di circa 6-7m utile. La munizione ha una struttura migliorata, con una quantità maggiore di esplosivo, di tipo molto energico rispetto ai tipi precedenti. Esso trasforma il corpo della granata in oltre 2400 frammenti, di cui 600 sono palline di tungsteno, lega durissima e altrettanto pesante. Essi possono perforare circa 10mm di alluminio a una decina di metri. Con una cadenza di tiro combinata di circa 600 colpi al minuto non sarebbe stato infatti possibile aspettarsi elevati risultati con impatti diretti o con spolette a tempo di tipo classico, ma con le munizioni con spoletta di prossimità è possibile causare molti danni, mettendo fuori uso i sistemi di guida dei missili antinave. Sono disponibili anche proiettili HE (ad alto esplosivo) e AP-T (perforanti-traccianti per impatti diretti), possibili peraltro solo entro il migliaio di metri. In questo caso la distruzione del missile o dell'aereo è immediata, ma meno probabile. Le munizioni perforanti ed esplosive sono assieme nel sistema di caricamento. Questo è molto diverso rispetto a quelli del periodo bellico, che si basavano su clip manualmente sistemati da 4 colpi, che ovviamente riducevano la cadenza di tiro pratica. Qui invece esistono due depositi, uno per cannone, serventi una canna l'uno, e capaci di ospitare centinaia di proiettili, sparandoli tutti in rapida sequenza. Il modello B è installato sulle navi più piccole e leggere e ha 444 colpi in totale. Il modello A ne ha 736, che consentono alle sue armi potenti ma con cadenza di tiro ridotta un'autonomia di fuoco di oltre 1 minuto. Vero è che la ricarica è molto più lenta di quella di un Phalanx, ma la capacità di ingaggio bersagli è probabilmente di 10-15 consecutivi, mentre per il tipo B la riserva è 444 colpi.
Il sistema di direzione del tiro è vario, ma spesso viene installato il sistema Dardo, che rende la torretta un CIWS vero e proprio. La torretta con la sua caratteristica calotta bianca in vetroresina rinforzata, non ha equipaggio e l'installazione è esclusivamente telecomandata dalla direzione di tiro della nave, senza quindi impianti di tiro sull'affusto stesso. Così è possibile cambiare facilmente i sistemi di tiro ma è vero anche che essa è così priva di un sistema suo e quindi è necessario prevedere spazi e costi aggiuntivi, inoltre è richiesto un locale sotto il ponte cosa che limita le possibilità di installazione.
Il sistema di guida verte su di una direzione di tiro RTN-20X in banda I/J di scoperta aerea, e il radar RTN-10X di piccolo diametro per il controllo del fuoco e l'inseguimento bersagli.

## Servizio
Il Dardo ha avuto una notevole diffusione per due motivi: il primo motivo è dovuto al fatto che si tratta del secondo sistema sviluppato in Occidente dopo il Phalanx almeno, a garantire la difesa antimissili, per i tempi di reazione, importantissimi per un sistema del genere, e per la velocità di inseguimento bersagli; il secondo motivo è la vendita abbinata alle navi italiane nel periodo di maggiore floridezza della cantieristica italiana, e in più dal fatto che le industrie cantieristiche europee erano mal servite dalla loro industria, così presa dai missili da avere dimenticato di sviluppare un sistema d'artiglieria adatto ad equipaggiare le innumerevoli navi che uscivano dai loro cantieri. Così le navi con le bianche cupole di questo tipo hanno fatto la loro comparsa, anche perché i cannoni da 40mm sono validi anche contro bersagli di superficie, tanto che la loro gittata massima è di 12500m sull'orizzonte.

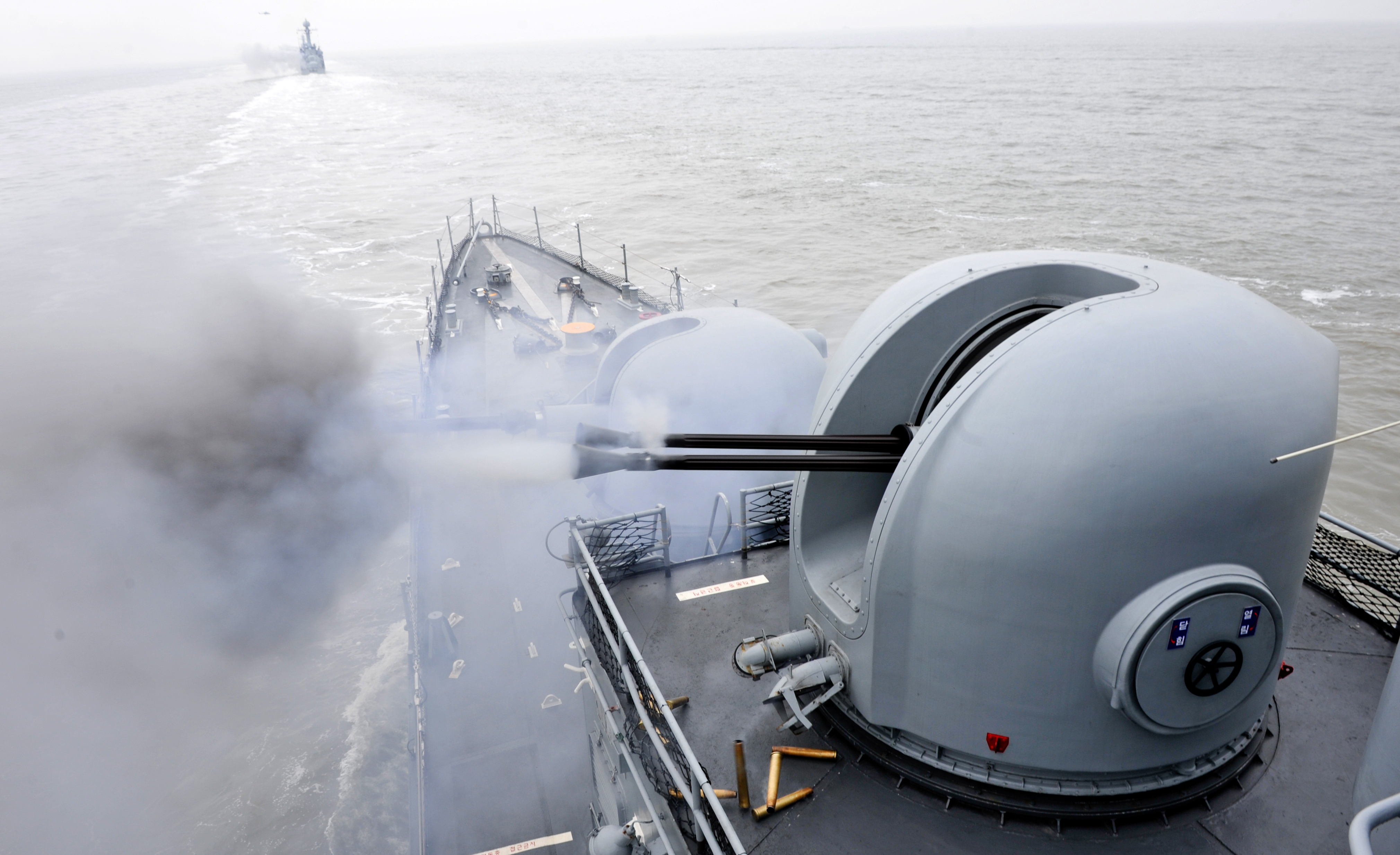
Breda Dardo di una unità della Marina sudcoreana

Il problema è che il peso e gli ingombri di questi sistemi sono notevole e pertanto non possono essere installati ovunque. Le fregate italiane Maestrale li hanno in sottoscala, dietro le scale della plancia comando, e non possono sparare né direttamente a prua né a poppa.
Circa una ventina di marine hanno adottato questo sistema assai costoso anche se potente, come le fregate Lupo, Maestrale e Meko 360, le corvette Meko 140 e Esmeraldas, le motocannoniere missilistiche come le Combattante III e le Ramadam. Gli incrociatori portaelicotteri Garibaldi e Vittorio Veneto hanno ricevuto anche loro tre impianti Dardo, con disposizione invertita con due avanti e uno indietro per il primo e il contrario per il secondo. Le spolette di prossimità hanno subito un decadimento della loro affidabilità dal 90% inteso originariamente a solo il 25% in appena cinque anni, per cui ad un certo punto della loro carriera questi sistemi hanno avuto un problema di affidabilità non evidente ma drammatico nei fatti. Le spolette erano prodotte in Italia dalla Borletti su licenza della svedese Bofors che l'aveva progettate e fornite inizialmente. Addirittura vi fu una soluzione draconiana, con la fornitura svedese affidata agli impianti dei due incrociatori, perché incidentalmente si verificò che il lotto comprato in Svezia non aveva avuto tale decadimento di affidabilità. Le designazioni delle munizioni è PFHE per il tipo più recente, ma esistono anche le altre tipologie come le APCH-T, PFHE, HCHE, HE-T, P-T e altri ancora.
Un modello migliorato è il Fast Forty, proposto in varie configurazioni, con torretta telecomandata o anche con controllo locale. Esso è stato progettato per vari motivi, ma soprattutto perché grazie al progresso tecnologico e meccanico è stato possibile aumentare la cadenza di tiro delle armi automatiche rispetto alle soluzioni pensate negli anni sessanta, facendo fare un altro salto alla progettazione complessiva di queste mitragliere quasi paragonabile a quello del dopoguerra. In particolare, si temeva che la cadenza di tiro del Dardo fosse troppo bassa contro la minaccia di missili supersonici, come quelli altamente manovrabili o stealth, in ogni caso più difficili di quanto non fossero tradizionalmente, e contro i quali i 10 colpi al secondo del Dardo standard potevano lasciare molto a desiderare dato il ridottissimo tempo utile per sparare, e la difficoltà di tracciare i bersagli di questo tipo.
Esso non ha avuto però molto successo, perché nel frattempo era apparso il Super Rapido da 76mm e il ‘veloce quaranta’ pur avendo aumentato la cadenza di tiro da 300 a 450 colpi al minuto, e quindi a 900 colpi al minuto in installazione binata, non ha retto il confronto tanto da non essere installato nemmeno sulle nuove navi italiane come i cacciatorpediniere De la Penne, sui quali originariamente erano previsti due Dardo, sostituiti dopo una riprogettazione dai Super Rapido.

### Confronto tra Dardo e altri CIWS
|                      | AK-630                                        | Phalanx CIWS                                    | Goalkeeper CIWS                            | DARDO                          |
| -------------------- | --------------------------------------------- | ----------------------------------------------- | ------------------------------------------ | ------------------------------ |
| Peso                 | 9114 kg                                       | 6200 kg                                         | 9902 kg                                    | 5500 kg                        |
| calibro              | 30 mm a 6 canne rotanti GSh-6-30 tipo Gatling | 20 mm a 6 canne rotanti M61 Vulcan tipo Gatling | 30 mm a 7 canne rotanti GAU-8 tipo Gatling | 40 mm binato Bofors 40 mm L/70 |
| Cadenza di tiro      | 5000 colpi/min                                | 4500 colpi/min                                  | 4200 colpi/min                             | 600/900 colpi/min              |
| Gittata massima      | 4000 m                                        | 2000 m                                          | 3600 m                                     | 12500 m                        |
| magazzino            | 2000 colpi                                    | 1550 colpi                                      | 1190 colpi                                 | 736 colpi                      |
| velocità alla volata | 900 m/s                                       | 1100 m/s                                        | 1109 m/s                                   | 1000 m/s                       |
| Elevazione           | −13°/+78°                                     | −75°/+55°                                       | −75°/+64°                                  | −13°/+85°                      |
| angolo di tiro       | 360°                                          | -150°/+150°                                     | 360°                                       | 360°                           |

## Breda 30mm
Utilizzando alcune tecnologie del sistema antimissili Dardo, la Breda ha realizzato anche una torretta più piccola, facilmente riconoscibile per la sua struttura leggermente meno sferica in quanto con la base più bassa rispetto alla cupola.
La torretta è stata realizzata per essere sistemata come armamento per la difesa ravvicinata per navi da guerra, ma in pratica è stata usata soprattutto come armamento principale delle motovedette più grosse come quelle della Guardia di Finanza, in genere abbinata ad apparati optronici di controllo tiro e sorveglianza disgiunti dall'affusto.
La torretta è stata realizzata in quattro versioni diverse, due binate e due singole con cannoni tedeschi Mauser Model F da 30mm con lunghezza della canna di 82 calibri.